# Кихчик (река)
Ки́хчик (Ле́вый Ки́хчик, Кумша; устар. Хуукыч, Хчукыч) — река на полуострове Камчатка в России. Протекает по территории Усть-Большерецкого района Камчатского края.
Длина реки — 103 км. Площадь водосборного бассейна — 1950 км². Начинается на Срединном хребте. Течёт на запад и впадает в Охотское море около бывшего одноимённого посёлка, севернее устья Утки.
Название вероятно произошло от ительменского хчукыг — «река».
В водах реки нерестится кижуч.

## Притоки
Перечислены по порядку от устья к истоку:
- 1 км: река без названия;
- 4 км: река без названия;
- 24 км: Правый Кихчик;
- 40 км: Пуконка;
- 52 км: река без названия;
- 56 км: Кузукус;
- 59 км: ручей Порожистый[5].

## Данные водного реестра
По данным государственного водного реестра России относится к Анадыро-Колымскому бассейновому округу.
По данным геоинформационной системы водохозяйственного районирования территории РФ, подготовленной Федеральным агентством водных ресурсов:
- Код водного объекта в государственном водном реестре — 19080000212120000027270[5].